# Rosma
Rosma är en ort i Estland. Den ligger i Põlva kommun och landskapet Põlvamaa, i den sydöstra delen av landet. 2011 hade Rosma 372 invånare.